# Puccinia poarum
Puccinia poarum ist eine Ständerpilzart aus der Ordnung der Rostpilze (Pucciniales). Der Pilz ist ein Endoparasit von Korbblütlern sowie von zahlreichen Süßgräsern. Symptome des Befalls durch die Art sind Rostflecken und Pusteln auf den Blattoberflächen der Wirtspflanzen. Die Art kommt in Eurasien und Amerika vor.

## Merkmale

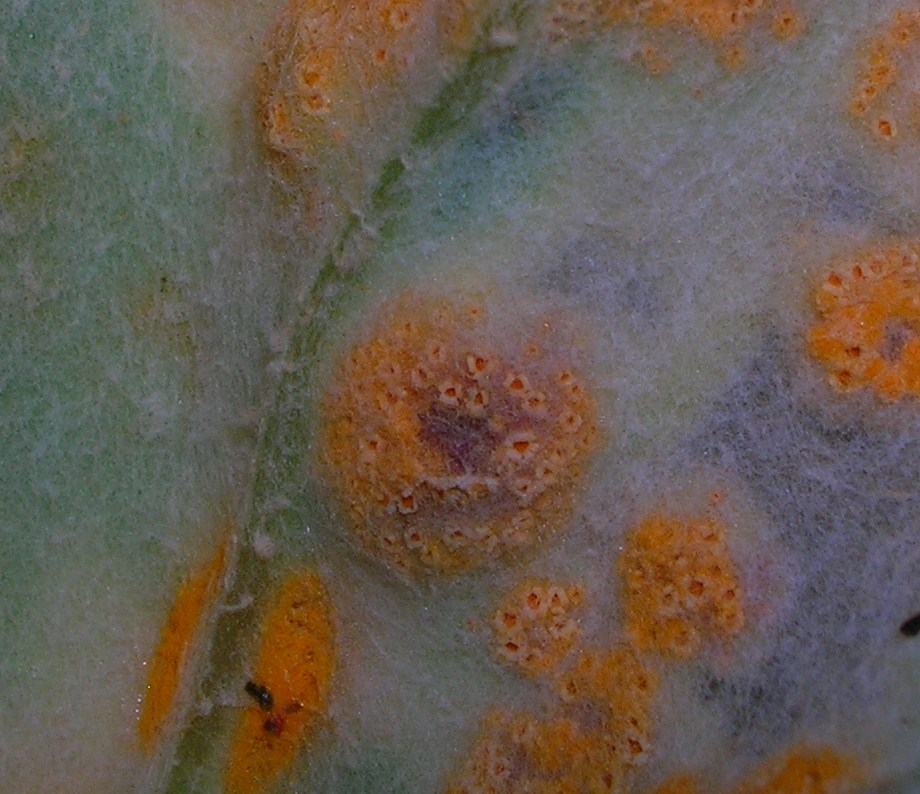
Detailansicht der Aecien auf einem Huflattichblatt

### Makroskopische Merkmale
Puccinia poarum ist mit bloßem Auge nur anhand der auf der Oberfläche des Wirtes hervortretenden Sporenlager zu erkennen. Sie wachsen in Nestern, die als gelbliche bis braune Flecken und Pusteln auf den Blattoberflächen erscheinen.

### Mikroskopische Merkmale
Das Myzel von Puccinia poarum wächst wie bei allen Puccinia-Arten interzellulär und bildet Saugfäden, die in das Speichergewebe des Wirtes wachsen. Die Aecien der Art besitzen 20–27 × 18–24 µm große, breitellipsoide bis kugelige und hyalin-gelbliche Aeciosporen. Die hell orangegelben Uredien der Art wachsen oberseitig auf den Blättern der Wirtspflanze. Ihre hellgelben bis fast farblosen Uredosporen sind für gewöhnlich ellipsoid bis eiförmig, 23–30 × 17–24 µm groß und fein stachelwarzig. Die  blattunterseitig wachsenden Telien der Art sind lange bedeckt. Die gold- bis haselnussbraunen Teliosporen des Pilzes sind ein- bis zweizellig, in der Regel lang zylindrisch bis eiförmig und 40–58 × 17–25 µm groß. Ihre Stiele sind gelblich bis farblos und bis zu 15 µm lang.

## Verbreitung
Das bekannte Verbreitungsgebiet von Puccinia poarum reicht Europa über Asien und Nordamerika bis nach Südamerika.

## Ökologie
Die Wirtspflanzen von Puccinia poarum sind für den Haplonten Korbblütler (Asteraceae spp.) sowie Süßgräser (Poaceae spp.) für den Dikaryonten. Der Pilz ernährt sich von den im Speichergewebe der Pflanzen vorhandenen Nährstoffen, seine Sporenlager brechen später durch die Blattoberfläche und setzen Sporen frei. Die Art verfügt über einen Entwicklungszyklus mit Telien, Uredien, Spermogonien und Aecien und macht einen Wirtswechsel durch.